# Plüsch, Power & Plunder
Plüsch, Power und Plunder (PP&P) ist ein satirisches Pen-&-Paper-Rollenspiel von Ralf Sandfuchs, Steffen Schütte und Thomas Finn.
PP&P erschien ursprünglich bei Imagination Kings, dem Kleinstverlag des Erfinders und ursprünglichen Autors Norbert Matausch. Matausch brachte das Spiel, damals noch in Form von klammergehefteten Kopien, in zwei Auflagen heraus, die jeweils Stückzahlen von einigen Hundert erreichten. Er verkaufte die Rechte an die Phase Publishing GbR. Später erschien PP&P bei FanPro und schließlich bei Games-In, wo die aktuelle „2te Auflage der 3ten-Edition“ verlegt wird.

## Beschreibung
Der Spieler übernimmt die Rolle eines Plüschtiers, das zum Leben erwacht ist. Werte wie „Knuddelpunkte“ und die Kampfsportart „Whum-Uä“ zeugen vom ironischen Zug des Regelwerks. Als Plüschpapagei kann man Spielzeugdiebe verfolgen, oder man muss sich gegen bösartiges Plastikspielzeug verteidigen. Die Menschen, auch Trampler genannt, dürfen nichts von der lebendigen Natur ihrer Stofftiere erfahren.

## Auszeichnungen
- Aktion Fandom 1997: Innovativstes Rollenspiel, Platz 6
- Aktion Fandom 1998: Innovativstes Rollenspiel, Platz 4
- Deutscher Rollenspiele-Preis 2000: Beliebtestes Rollenspiel, Platz 7

## Veröffentlichungen
- Regelwerk (2te NEU-Auflage der 3ten-Edition) (Regelwerk)
- Big Shop Tango (Abenteuer)
- Keep the secret! (Abenteuer)
- 20th Century Plunder (Abenteuersammlung)
- Der Woolminator (Abenteuer)
- Cyberplunder (Abenteuer)
- Plüsch, Drugs and Rock ’n Roll (Abenteuer)
- Popcorn, Plüsch und Petticoat (Abenteuer)
- Bearotech (Quellenbuch zu PP&P im Weltall)
- Abenteuerset GOLD (Abenteuersammlung)
- Plüschhouse Rock (Abenteuerkampagne)
- PP&P in Space (Abenteuersammlung)